# Sandro
Roberto Sánchez Ocampo (Buenos Aires, 19 de agosto de 1945-Guaymallén, 4 de enero de 2010),conocido artísticamente como Sandro, fue un cantante y actor argentino. Como intérprete se destacó en los géneros de canción melódica, rock and roll, balada romántica y pop.
Es ampliamente considerado como uno de los padres del rock argentino, por ser uno de los primeros artistas en cantarlo en español en América Latina, y además es uno de los cantantes argentinos más importantes de la historia. Incursionó varias veces en el cine como actor e incluso como director en un largometraje, también de su propio guion, llamado Tú me enloqueces.
Publicó cincuenta y dos álbumes originales y vendió al menos ocho millones de copias. Algunos de sus mayores éxitos son: «Dame el fuego de tu amor», «Rosa Rosa», «Quiero llenarme de ti», «Penumbras», «Porque yo te amo», «Así», «Mi amigo el Puma», «Tengo», «Trigal» y «Una muchacha y una guitarra». Su obra más famosa, «Rosa Rosa», vendió dos millones de discos. Asimismo, su tema «Tengo» fue considerado por la revista Rolling Stone y la cadena televisiva MTV como el n.º 15 entre los 100 mejores temas del rock argentino.
Durante su carrera también realizó dieciséis películas, y además fue el primer latinoamericano en cantar en el salón Felt Forum del Madison Square Garden, en 1970. En 2005 recibió el Grammy Latino al conjunto de su trayectoria profesional.
Adoptó el seudónimo de Sandro dado que al momento de anotarlo sus padres quisieron ponerle ese nombre, pero no se lo permitieron los funcionarios del Registro Civil, y así fue llamado en el seno familiar.

## Biografía

### Infancia
Nació el 19 de agosto de 1945, circunstancialmente en la maternidad Sardá, de la ciudad de Buenos Aires, capital de Argentina. Fue el único hijo de Vicente Sánchez e Irma Nydia Ocampo, ambos españoles. Vivían en Valentín Alsina (partido de Lanús), una localidad de la zona sur del Gran Buenos Aires, próxima a su lugar de nacimiento, donde transcurrió su infancia y adolescencia. Con el tiempo, y tras vivir primero en Lanús en los comienzos de su carrera, se compraría una mansión ubicada en la zona residencial de Banfield, ciudad cercana a su lugar de origen, en la que habitó hasta su fallecimiento. Su abuelo paterno, de ascendencia húngara, pertenecía al pueblo rom, y se apellidaba Popadópulos. Sin embargo, al emigrar a España lo cambió por Rivadullas, nueva identidad con la que emigró hacia la Argentina. Esa herencia la adoptó Sandro, llegando a asumir el sobrenombre de Gitano. Sus estudios primarios los realizó en la Escuela n.º 3 República de Brasil, en la calle Presidente Juan Domingo Perón 3018, de Valentín Alsina. Como muchos otros adolescentes y preadolescentes argentinos de esa época, se sintió fuertemente atraído por la música y las actuaciones del cantante estadounidense Elvis Presley, desde sus inicios en 1955-1957, a quien comenzó a imitar en su último año de asistencia a la escuela primaria. Muchos años después, consiguió ver el espectáculo de su ídolo desde la primera fila del Boston Garden.

### Adolescencia
A los trece años abandonó sus estudios secundarios y comenzó a trabajar ayudando a su padre en el reparto de vino en damajuanas, de repartidor de una carnicería, trabajador a destajo de una farmacia (droguería) y tornero. Compró a crédito su primera guitarra y en sus tiempos libres, se dedicó a aprender a tocarla y a perfeccionar sus pasos de baile en el escenario. Sus primeros aprendizajes se los debió a un amigo guitarrista llamado Enrique Irigoytía. Ambos formaron un dúo de voces y guitarras con el que comenzaron a participar en concursos de canto y realizar serenatas a pedido en los suburbios del sur del Gran Buenos Aires, en los que el joven Roberto Sánchez hacía versiones de boleros de moda, especialmente «Quién será», del compositor Pablo Beltrán Ruiz. Inmediatamente lograron un gran reconocimiento y comenzaron a formar varios conjuntos. Del variado repertorio, Sánchez se encargaba de cantar los boleros, tangos y algo de rock and roll, mientras que Irigoytía cantaba las canciones litoraleñas y también rock. Algunos de los nombres de esas primeras bandas fueron El Trío Azul, integrado junto a Agustín Mónaco y su amigo Enrique Irigoytía, y el dúo Los Caribes, con este último.
El propio Sandro reflexionaba años después sobre su inicio en la música: 

Yo me nutrí con el rock. Gracias al rock dejé las calles, las navajas y las cadenas, y agarré una guitarra. Dejé la campera de cuero y las pandillas. El rock me salvó. Me salvó de que fuera quizás un delincuente.

A comienzos de la década de 1960, adoptó el nombre que le habían querido poner sus padres y las autoridades no permitieron, y a partir de entonces se presentó como Sandro. Su primera actuación con ese seudónimo fue en un local llamado Recreo Andrés, ubicado en la calle Coronel Warnes, de Villa Jardín, partido de Lanús.

### Sandro y Los de Fuego y primera etapa solista
En 1960, tras sus primeros intentos como solista, formó el grupo Los Caniches de Oklahoma y grabó su primer sencillo, un rock en español de su autoría, «Comiendo rosquitas calientes en el Puente Alsina». Los integrantes del grupo eran: Héctor Centurión (voz y bajo), Carlos Ojeda (piano y percusión), Armando Cacho Lujan (batería), Sandro (primera guitarra), y Miguel Lito Vázquez (guitarra rítmica).
En 1961 cambiaron de nombre por Los de Fuego. Al principio, el cantante del grupo fue Centurión, mientras que Sandro era la guitarra líder y la segunda voz y hacía los coros. A fines de 1962 Centurión perdió la voz, siendo reemplazado por Sandro, quien poco a poco se dedicó exclusivamente a su rol de cantante líder. En 1963 comenzaron a llamarse Sandro y Los de Fuego, con la siguiente formación: Héctor Centurión (bajo), Enrique Irigoytía (guitarra rítmica), Armando "Cacho" Lujan (batería), Sandro (voz) y Juan José Sandri (guitarra).

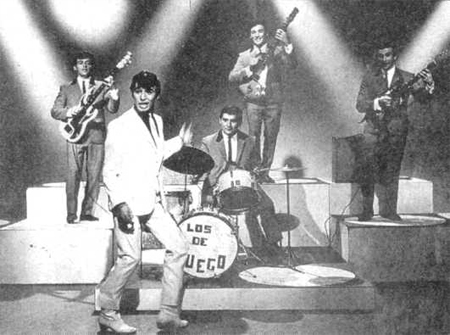
Sandro y Los de Fuego en 1963.

Por entonces el rock and roll ya estaba instalado en la Argentina, desde al menos cinco años atrás, comenzando con Eddie Pequenino. A los primeros ídolos del rock, como Elvis Presley, Little Richard y Bill Haley, se habían sumado artistas y bandas de rock latinas que cantaban en castellano, como Johnny Carel, Los Dukes, Ritchie Valens (en California); Los Teen Tops, Los Blue Caps y Los Locos del Ritmo (en México); y decenas de otros. En esa década comenzaron a llegar también las bandas de la llamada invasión británica, entre las que destacaban los Rolling Stones y sobre todo Los Beatles.
Los de Fuego comenzaron haciendo versiones en español de los temas clásicos de artistas y grupos como, Elvis Presley, Jerry Lee Lewis, Paul Anka, etc. El 13 de septiembre de 1963 grabó su primer disco, un simple para la filial argentina de CBS, pero sin el grupo Los de Fuego. En un lado estaba la versión en castellano de «¿A esto le llamas amor?», de Paul Anka, y en el otro «Eres el demonio disfrazado», de Elvis Presley. En ese disco, el grupo que lo acompañó es el de Milo (sobrenombre artístico de José Carlí) y su Conjunto. El disco no tuvo trascendencia. Poco después publicó un segundo disco simple, en noviembre del 63 con las canciones «Choza de azúcar» y «Dulce», una balada pop de Alejandro Chamica, uno de sus primeros hits de baladista romántico, y luego un EP, con el título de Presentando a Sandro, que incluía «Bésame pronto» (Elvis), «Choza de azúcar» (Jimmy Gilmer & The Fireballs), nuevamente «¿A esto le llamas amor?» y el novedoso «Polka Rock» (Alejandro Chamica).
En febrero de 1964, Sandro convenció a CBS y logró grabar el primer tema con Los de Fuego, una versión en castellano del famoso «Hay mucha agitación» de la cual vendió cifras inusuales para la época, unas 150 mil copias. Fue su primer gran éxito de rock and roll, por lo que en Argentina tiene un legado muy importante, ya que es uno de los iniciadores del movimiento rock argentino cantado en castellano. (Whole Lotta Shakin' Goin' On' de Jerry Lee Lewis). El tema fue lanzado en un EP llamado Al Calor de Sandro y Los de Fuego, junto con «Las noches largas» (de Adriano Celentano), «Twist de Mamá Gansa» (de Teddy Randazzo) y el tradicional folk «Viajero solitario».
A mediados de 1964 Sandro y Los de Fuego comenzaron a realizar una serie de actuaciones en la televisión de la Argentina, su debut fue en Aquí la Juventud, y luego participó del programa Sábados Circulares, de "Pipo" Mancera, que terminó impulsándolo a la popularidad. Sandro se vestía e imitaba los movimientos de Elvis y esos movimientos escénicos levantaron todo tipo de polémica. Fue llamado entonces «el Elvis criollo» o «el Elvis latino», a pesar de que tanto su baile como su música no se parecían absolutamente en nada a lo que Elvis hacía. Terminaba su espectáculo después de saltar de un lado hacia el otro y tirándose por el suelo sobre sus rodillas. Sandro hacía que sus seguidores imitaran sus movimientos frenéticos, y, sobre todo, que sus seguidoras gritaran, lloraran y se desmayaran. Entre las primeras composiciones del género rock en la voz de Sandro figuran canciones como «No puedo esperarte más nena» y «Peggy Peggy».
Las presentaciones de Sandro provocaron la reacción de personas influyentes que pretendían excluir al cantante de la televisión. Pero Mancera enfrentó la informal censura, amenazando con su renuncia, y la misma fue levantada. Aquellas presentaciones de Sandro y Los de Fuego en Sábados Circulares se encuentran registradas en blanco y negro, y han sido publicadas en varios videos. Por otro lado, la primera película en la que el artista aparece es Convención de vagabundos, de 1965, en un rol secundario.
Posteriormente, una vez ingresado a la discográfica CBS, ya como solista, el productor Héctor Techeiro tomó su dirección artística, y, bajo su producción, Sandro grabó sus mejores discos, incluyendo La Magia de Sandro, Sandro de América, Una muchacha y una guitarra, entre otros. Héctor Techeiro logró que el furor que Sandro despertaba en sus fanes se tradujera en éxito comercial, y tras dos años y medio las ventas de discos estallaron.
A principios de 1965 apareció Sandro y los de Fuego, el primer álbum de Sandro, incluyendo versiones de Los Beatles («Te conseguiré», «Anochecer de un día agitado»), Jerry Lee Lewis («Hay mucha agitación»), Buddy Holly («Peggy, Peggy»), Elvis («En mi mente»), etc.
El segundo álbum salió el mismo año, Al calor de Sandro y Los de Fuego, reiterando la línea de realizar versiones de temas exitosos del rock anglosajón («La casa del sol naciente», «Boleto para pasear», «Es una mujer», «Perseguiré al sol»). Antes de finalizar 1965 se disolvieron Los de Fuego, y Sandro formó una nueva banda soporte, The Black Combo (homenaje a Bill Black, bajista de Elvis). El grupo estuvo integrado por músicos provenientes del jazz, como Negro Orlando (guitarra), Adalberto Cevasco (bajo), Fernando Bermúdez (batería), Bernardo Baraj (saxo) y Miguel Abramec (percusión).
Al comenzar 1966 Sandro lanzó su tercer álbum, El sorprendente mundo de Sandro, que incluye temas interpretados con distintas bandas: con Los de Fuego en las últimas grabaciones realizadas en 1965, con los Black Combo y con la orquesta de Oscar Cardozo Ocampo. En este álbum aparecieron las primeras canciones de Oscar Anderle, autor de muchas de las letras de melodías compuestas por Sandro, entre ellas «Solo sin ti». Incluye también una versión notable de «Melodía desencadenada» (Unchained Melody), de Alex North.
A fines de 1966 salió su cuarto álbum, Alma y fuego, en donde ya comienza a notarse un cambio de orientación musical hacia ritmos más latinos. Nuevamente lo acompañan Oscar Cardozo Ocampo y The Black Combo. El disco fue editado también en los Estados Unidos, donde tuvo más éxito entre las comunidades latinas que el moderado que obtuvo en la Argentina. El álbum incluye «Como caja de música» de la dupla Sandro-Anderle, donde ya puede notarse claramente el peculiar estilo de balada romántica proveniente del rock, desarrollada por la dupla y que haría famoso a Sandro. En la primera película que Sandro debuta como actor secundario fue en "Tacuara y Chamorro Pichones de Hombres". En ese mismo año, Sandro fundó el emblemático bar La Cueva, junto con “Pajarito” Zaguri, con el objetivo de darle espacio a nuevos y jóvenes artistas.
A mediados de 1967 Sandro lanzó su último álbum de la etapa roquera, Beat Latino. Ya en el título del álbum se nota la decisión de dirigirse musicalmente hacia una fusión de los nuevos ritmos provenientes del rock and roll con los nuevos ritmos y estilos latinos, especialmente la balada romántica, con el fin de desarrollar una música moderna y juvenil pero también de fuerte arraigo popular. El álbum tiene cinco temas con The Black Combo, tres con Oscar Cardozo Ocampo y cuatro con Jorge López Ruiz, con lo que comienza a interpretar temas arreglados y dirigidos por este indiscutido músico argentino, en sus inicios bajista, que se convierte en el director y arreglador musical de los grandes éxitos de Sandro, con orquesta y coros. El disco incluye un tema de Luis Aguilé («Miguel e Isabel») y el éxito «Ave de paso» de Sandro-Anderle, así como «Con los ojos del recuerdo», de la misma dupla.
Durante esta primera etapa como baladista el principal contrincante que le eligieron la prensa y los productores, era el cantautor español Raphael, ya que ambos interpretaban por entonces el mismo género, e incluso se había tomado como referencia para hacer una película musical sobre Sandro la última película de Raphael.
Con el dinero que comenzó a ganar con sus presentaciones y discos, Sandro alquiló en 1966, junto con otros músicos de rock argentinos, entre ellos Billy Bond, el local La Cueva, en la calle Pueyrredón 1723 de Buenos Aires, para formar un centro de reunión y difusión del rock argentino. La Cueva contrató a Litto Nebbia y Los Gatos como banda permanente del local, banda que poco después (1967) grabaría el tema «La balsa», dando origen a lo que ha dado en llamarse «rock nacional» argentino.
En la segunda mitad de la década Sandro cambió la chaqueta de cuero por el esmoquin y la corbata, los yines por los pantalones acampanados, pero conservando el pelo largo revuelto y las patillas largas y los movimientos convulsivos a lo Elvis, que profundizó desarrollando un estilo propio que terminó siendo su marca personal.

### El ídolo masivo: balada latina, desenfreno y público femenino
A fines de la década de 1960 Sandro empezó a cambiar radicalmente su estilo, abandonando el rock and roll clásico en español, para diseñar un repertorio más popular, siendo uno de los pioneros de la balada romántica latinoamericana, derivada del bolero, que se convertiría en el género pop latino por excelencia en las siguientes décadas.
Sandro le aportó temáticas, poses y ritmos extraídos del rock and roll, que la hicieron provocativa y atractiva para los jóvenes de los sectores más populares de las comunidades latinas de América, y muy especialmente para las mujeres.
Una parte esencial de su estilo fue la adopción de una pose de seducción sexual abierta, que Sandro dirigió hacia las mujeres, expresándolo en sus letras y ritmos, pero sobre todo en su voz y movimientos, obviamente derivado de Elvis Presley, pero que alcanzó una plena identidad personal. Este estilo sexual irreverente tuvo un efecto arrasador sobre las jóvenes latinoamericanas.

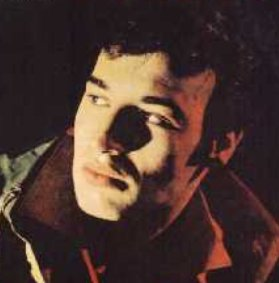
Sandro en la portada de su álbum Alma y fuego (1966).

Las fanáticas de Sandro (sus «nenas») llegaron a ser tan importantes como él mismo, devolviendo en sus presentaciones un clima de desenfreno y sexualidad, entre las que se volvió un clásico arrojar al escenario su ropa interior. Para la época, el mensaje de Sandro resultaba un revulsivo radical contra las normas morales establecidas sobre la virginidad de las mujeres y las relaciones prematrimoniales, férreamente establecidas en toda América Latina.

Cuando hago los movimientos sensuales en el escenario siento que abajo, en la platea, deben de haber 450.000 ratones corriendo carreras.
¿Qué miran esas chicas? ¿Qué necesidades tienen? ¿Qué vacíos? Me intrigan.
Sandro (en el año 2006).

A comienzos de 1967 Sandro hizo su segunda aparición en cine pero fue a fines de ese año cuando comenzó la seguidilla que hizo estallar la balada romántica en el gusto popular del continente.
Todo comenzó en octubre con su presentación en el Festival Buenos Aires de la Canción, cantando la balada «Quiero llenarme de ti», que le valió ganar el festival y volverse enormemente popular de la noche a la mañana. El éxito se consolidó con el lanzamiento inmediato del sencillo homónimo, que rompió récords de ventas y se publicó en varios países de habla hispana y comunidades latinas de EE. UU., marcando el inicio de su carrera artística internacional. Y ya tenía su cupo para que fuera a participar en el festival San Remo de la Canción en Italia, a fines de febrero del 68 y también era cantante invitado al festival Viña del Mar de la Canción en Chile a inicios de febrero de 1968.
El éxito enmarcó el lanzamiento de su sexto álbum, antes de que terminara 1967, que también tomó el nombre de Quiero llenarme de ti. El título con el que había sido pensado inicialmente, Vibración y ritmo quedó como subtítulo del nuevo trabajo. El disco incluye éxitos como «Atmósfera pesada», «Después de la guerra», «Creyente soñador» y «Las manos», y la orquesta que lo acompañara fue la de Jorge López Ruiz, quien seguiría haciéndolo en los siguientes.
El primer trimestre de 1968 terminó de consolidar a Sandro en una continuidad exitosa, lanzando un simple por mes, todos éxitos: «Porque yo te amo», «Como lo hice yo» y «Una muchacha y una guitarra», entre otros.
Entretanto, en febrero de 1968, Sandro se presentó en el Festival de Viña del Mar (Chile), donde volvió a ganar, repitiéndose el furor popular, especialmente femenino, desatado en el festival de Buenos Aires. Viña, un festival clave de la música continental, le abrió las puertas de los países hispanoamericanos: Venezuela, Colombia, Perú, Uruguay, Paraguay, Ecuador, México, Puerto Rico, Costa Rica y República Dominicana. Su éxito se extendió a las comunidades latinas de EE. UU.
El éxito fue sellado con el lanzamiento en toda América de su séptimo álbum, Una muchacha y una guitarra.
Un nuevo salto se produjo a fines de 1968, cuando lanzó su octavo álbum, el más exitoso de su carrera: La magia de Sandro. Con éxitos como: «Penas», «Penumbras», «Así», «Tengo», «Por tu amor», «París ante ti», «Por algún camino», «Lluvia de rosas», «Yuma Joe», «Me amas y me dejas» y «La juventud se va». En este álbum producido por Héctor Techeiro el dúo Sandro-Anderle (todos los temas les pertenecen) ya ha definido las características de la balada romántica que buscaban, matizándola con algunos temas de ritmo más marcado y aire rocanrolero. Sus principales temas son «Penumbras», «Por tu amor», «Así» y «Tengo», este último considerado en 2002, por la cadena MTV y la revista Rolling Stone, como el n.º 15 de los 100 mejores temas del rock argentino.
Notablemente, el mundo del naciente rock nacional argentino, (que entre otras variantes, experimentaba la fusión de rock and roll con formas de pop y folclore latino, con el fin de ganar masividad y un sonido diferencial del rock internacional, y también orientaban gran parte de sus letras contra la moral sexual tradicional católica), rechazó a Sandro sin contemplaciones, con el argumento descalificador de que se trataba de «música grasa». («grasa» es un término utilizado por las clases medias y altas de la Argentina, para denominar despectivamente a la clase obrera y los gustos populares). Hubo que esperar dos décadas para que se iniciara una revalorización general de Sandro por parte del rock nacional.

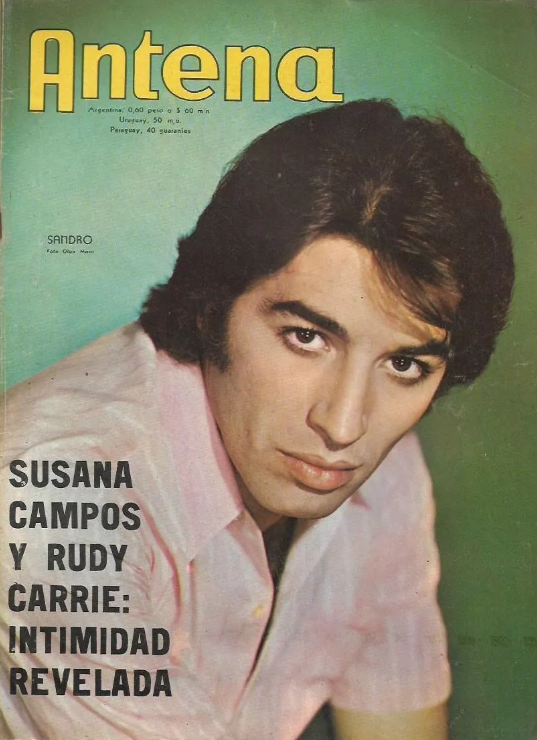
Sandro en la portada de la revista Antena TV en abril de 1970.

### Los años 1970: Sandro de América
En los siguientes doce años (1969-1980) Sandro realizó 12 películas y otros tantos álbumes. Ese 1969 publicó dos álbumes (Sandro de América y Sandro) y realizó sus primeras dos películas como protagonista absoluto (Quiero llenarme de ti y La vida continúa). De sus grandes éxitos aparecieron «Rosa, Rosa», «Guitarras al viento», «Hasta aquí llegó mi amor», «Por eso bebo», «Cuando existe tanto amor», entre otras. De entonces son sus obras más famosas: Rosa, Rosa (la más vendida de su carrera) en primer lugar y Trigal, en el segundo.
El 2 de agosto recibió en Nueva York un disco de oro por haber sido el artista latinoamericano con mayor cantidad de discos vendidos en los EE. UU. En Caracas tanto en 1968 como en 1969 Sandro fue galardonado como el artista o cantante extranjero del año con el trofeo Rafael Guinand entregado por un grupo de artistas, cronistas de radio y televisión y por el público venezolano. E inclusive en la década de 1970 cuando se dividieron los organizadores del premio y aparece el trofeo Meridiano de Oro por votación popular del público venezolano a través de los diarios 2001 y Meridiano, Sandro lo obtuvo todas las ediciones desde 1970 hasta 1975 y también en 1978, demostrando los altísimos niveles de popularidad que tuvo Sandro en Venezuela.
Simultáneamente con el estallido de su popularidad, aceptó el apodo de Gitano, que eligió para él un productor, en reconocimiento de sus supuestos ancestros gitanos y, en especial, a su abuelo paterno, un húngaro que se cree perteneció al pueblo Rom, que terminó radicándose en la Argentina. El tema de su apodo ha despertado varias controversias. Hay quienes sostienen que el mismo fue simplemente un producto del marketing, ya que no es seguro que Sandro tuviera ascendencia gitana.
En 1970 estrenó dos películas más, Gitano (donde representa el papel de un gitano latinoamericano llamado Roberto Vega acusado de un crimen que no cometió) y Muchacho, así como el álbum de esta última película.

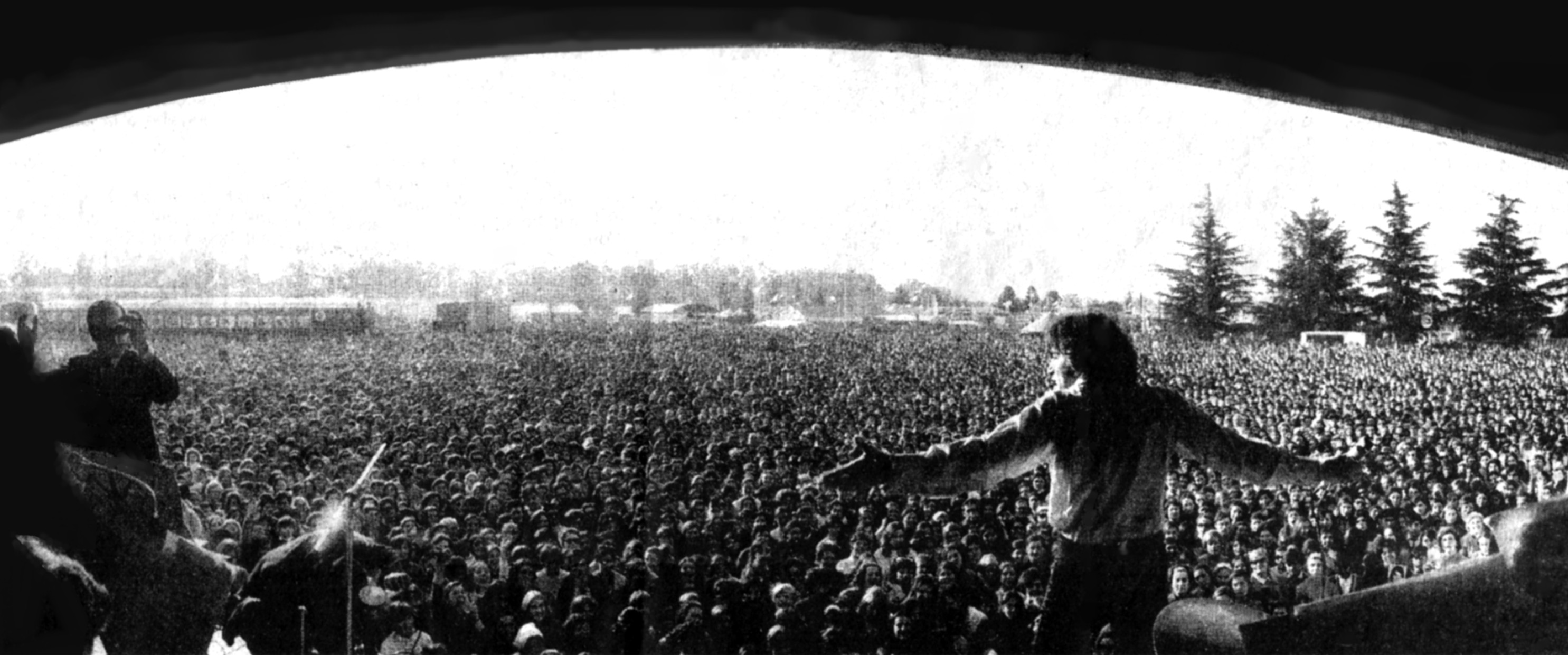
Sandro en la Rural de Junín el 16 de agosto de 1970, ante más de 35.000 espectadores.

A comienzos de ese año, el 11 de abril de 1970, se convirtió en el primer artista latinoamericano en actuar en el Madison Square Garden, en Nueva York, presentándose en vivo en dos recitales en el Felt Forum, frente a un total de algo más de 5000 espectadores. Existe la creencia popular de que este concierto se transmitió por televisión, pero hay duda de si realmente llegó a retransmitirse el concierto televisado en directo, ya que Nicolás Mancera había contratado el satélite en la misma franja horaria para la retransmisión del lanzamiento del Apolo XIII, en otro canal, y aparentemente, solo se podía retransmitir un programa al mismo tiempo. Aparte de esto, tampoco se encuentra disponible la grabación audiovisual del evento, ni la grabación radiada, ni ninguna referencia de peso que lo avale. Por otro lado, el primer concierto teletransmitido vía satélite a nivel mundial está registrado en 1973 como Aloha from Hawaii, visto en televisión por aproximadamente 1 500 000 000 personas e interpretado por Elvis Presley.
Sandró llevó su espectáculo musical a todos los países de las Américas y el Caribe, incluyendo EE. UU. y Canadá, alcanzando los primeros lugares de todas las listas de la canción popular latinoamericana.
Con una fama que se extendió por todo el mundo, se convirtió en ídolo y representante del continente, comenzando a ser conocido con el nombre de su noveno álbum, Sandro de América, en tanto que la grabadora CBS lo consideró el n.º 1 de la región. Por ese entonces, Sandro junto a otros compatriotas, como Leo Dan, Palito Ortega, Leonardo Favio, Piero y Luis Aguilé y cantantes como los ibéricos Nino Bravo, y Julio Iglesias y el portorriqueño José Feliciano, consagraron la balada romántica como máximo género musical de América Latina (íntimamente vinculada a su vez a la telenovela como género televisivo). Sandro llevó a la balada el estilo roquero en el que se había formado.
En el año 1971 comenzó convocando a 60 000 personas en Buenos Aires en el estadio de San Lorenzo durante los carnavales.
Ese año lanzó el álbum Sandro espectacular (que incluye «Dame el fuego de tu amor», otro de sus grandes éxitos). Y actuó como protagonista en dos películas, Embrujo de amor (junto a la actriz española Carmen Sevilla) y Siempre te amaré realizando también la música del film ¡Arriba juventud!
Ese año fue premiado en Francia en el Festival Internacional de Cantantes Galos y luego fue invitado a cantar en el Festival de la Canción de San Remo (Italia), actuación que repetiría al año siguiente.

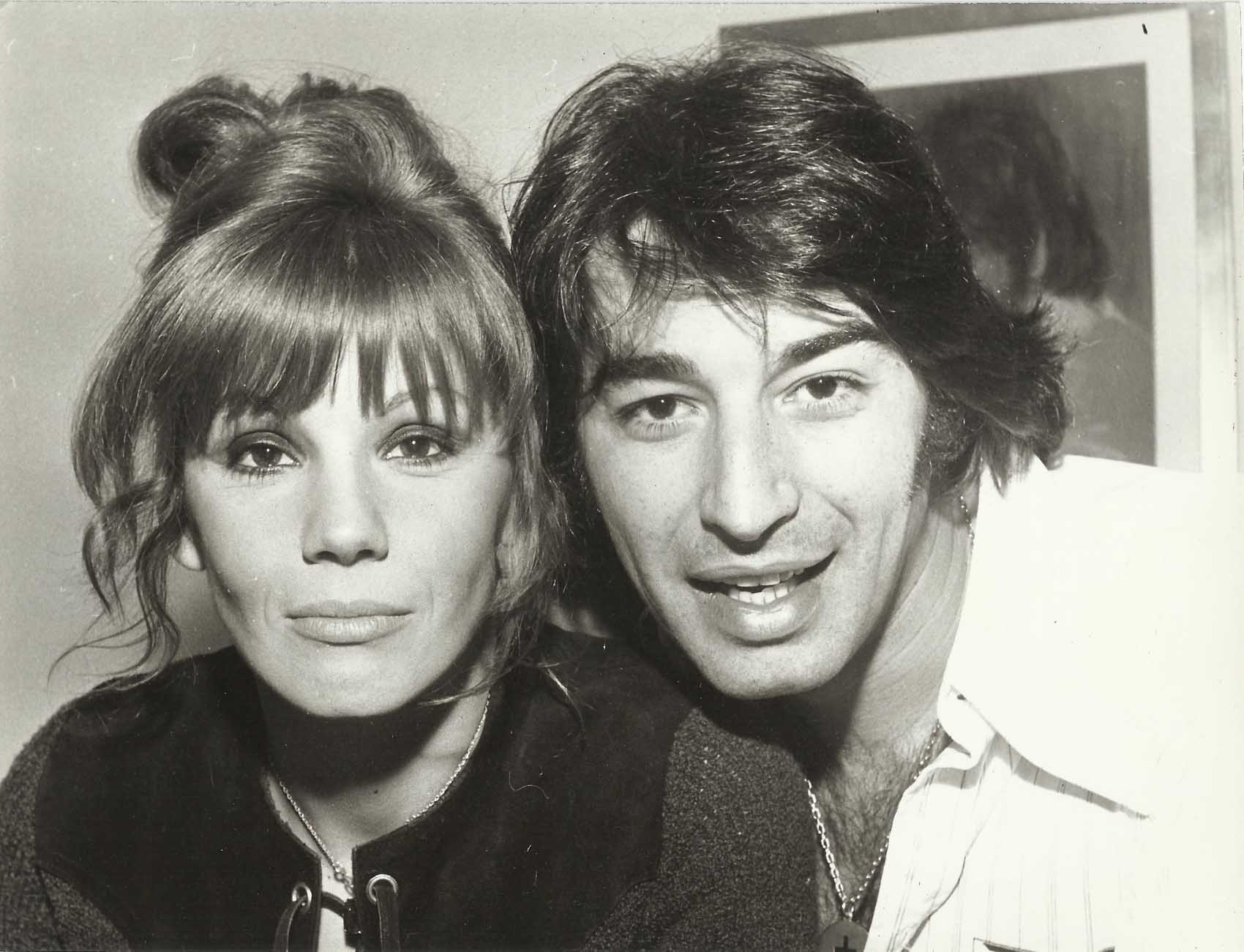
Sandro y Susana Giménez en 1976.

En 1972 fue el primer artista en cantar en el Luna Park de Buenos Aires, hasta entonces un ámbito exclusivamente boxístico, con un amplio éxito.
En EE. UU. recibió el premio Grand Ball al cantante del año, y las llaves de la ciudad de Miami.
Lanzó un álbum de estudio nuevo (Te espero...). También se estrenó ese año su octava película, Destino de un capricho, en el que interpreta el papel de Daniel. Sandro llenó el estadio Maracaná en Brasil.
En 1973 celebró los diez años desde su primera grabación, lanzando un álbum titulado Sandro: Después de 10 años, en el que se incluye el tema Mi amigo el puma, y estrenó su novena película, El deseo de vivir.
En los años restantes de la década del 70 editó seis álbumes (entre ellos Sandro... siempre Sandro, Tú me enloqueces y Sandro...un ídolo) y tres películas más: Operación Rosa Rosa (1974), Tú me enloqueces (1976) y Subí que te llevo (1980). En 1975 volvió a actuar en el Festival Viña del Mar de la Canción como estrella estelar encabezando la lista de artistas invitados al mismo como Roberto Carlos, Emilio José, Julio Iglesias, Miguel Otero y otros. En 1978 volvió a cantar en Argentina luego de cinco años sin hacerlo, con un recital a beneficio en el Teatro Ópera de Buenos Aires, transmitido en directo por el Canal 13. También tuvo su propio programa de televisión en Argentina, un espectáculo musical titulado Querido Sandro, que se transmitía todos los jueves por canal 13.

### Años 80
En 1981 fue a Venezuela, donde su canción Cuando yo te amo, era el tema musical de la telenovela De su misma sangre, que lo tuvo como actor y cantante invitado, y que fue un éxito en sintonía en la América Latina y en las comunidades latinas de los Estados Unidos. 
En 1983 en el programa "Cordialmente" presentado por Juan Carlos Mareco, Sandro repasa su vida profesional. Luego de su éxito en los festivales de la canción de Buenos Aires y Viña del Mar comienza a viajar por América en el 68 con su primer éxito "Quiero llenarme de ti" a través de medios radiotelevisivos. En los Estados Unidos recibió una infinidad de premios: Artista revelación del año, Artista latinoamericano que más discos vendió en los Estados Unidos, Artista del año, Mejor showman, Cantante del año. Asimismo llenó el Felt Forum del Madison Square Garden de New York, en esa misma ciudad actuó con Celia Cruz, hizo giras por toda América, fue transmitido vía satélite en vivo y directo a todo el continente americano,[¿dónde?] actuó en el hotel Caesar Palace de las Vegas, el Carnegie Hall, recibió en New York el premio al astro de América. Cantó en escenarios de Estados Unidos, México, Centroamérica y Europa: (España, Francia, Italia y Países Bajos), aunque se mantuvo siempre en Latinoamérica como área principal de sus espectáculos artísticos. Ese mismo año Sandro y Oscar Anderle se separaron, luego de 15 años de trabajar juntos. Sandro se dedicó entonces a buscar un nuevo sonido que le permitiera renovarse sin perder identidad y para ello, se asoció con Rubén Aguilera. El resultado fue la grabación en 1984 del álbum Vengo a ocupar mi lugar. Al lanzamiento del disco siguieron más de ciento diez recitales a lo largo de la Argentina. En esa década de 1980 también protagonizó varias telenovelas. La más recordada es la puertorriqueña Fue sin querer, popular en Puerto Rico aún muchos años después de su transmisión.
En 1986 fue entrevistado por Leonardo Simons en su programa Finalísima, emitido por Canal 9. Allí contó, entre otras cosas, que inició su carrera a los 17 años cuando el director Joaquín Domínguez le preguntó: "Pibe, te animás a sacarte el saco", a lo que él contestó, obviamente, con afirmación. En 1989 es convocado por León Gieco para interpretar a dúo el tema en portugués Quem poidera namorarla, adaptada al castellano como Mi amigo.

### Últimos años
En 1998 se supo que Sandro padecía una grave enfermedad ocasionada por décadas de adicción al tabaco: enfisema pulmonar crónico, la que lo llevó a alejarse de los escenarios. Pero la dedicación del ídolo para con su público hizo que en el año 2001 presentara uno de sus mejores espectáculos: «El hombre de la rosa», que fue posible gracias a que junto al micrófono llevaba conectada una asistencia de oxígeno. De esta manera pudo realizar en 2004 otra gira nacional, «La profecía». Luego, su enfermedad fue avanzando hasta el punto que la falta de oxígeno le dificultaba su vida diaria, siéndole diagnosticado como única solución un trasplante de pulmón por lo que fue puesto en lista de espera.
El 20 de noviembre de 2009, luego de 8 meses de internación, se le practicó en el Hospital Italiano de la ciudad de Mendoza, un doble trasplante de corazón y de pulmones, en los que el donante resultó ser un joven de 22 años de edad. La operación concluyó en forma exitosa, pero los médicos pidieron cautela durante el postoperatorio.
El «Gitano» siguió evolucionando favorablemente superando las expectativas esperadas por sus médicos, y los mismos dieron a conocer que su perspectiva de vida podría ser de 10 años o más. Así también reafirmó el equipo médico que su evolución sería lenta y que podría ser factible (como es común en casos de trasplantes con características tan especiales) que se manifestara algún tipo de complicación durante su convalecencia.
Tal cual fue afirmado —en reiterados partes médicos — por los profesionales que intervinieron a Roberto Sánchez, aparecieron algunas complicaciones delicadas durante el proceso de adaptación a los implantes y a la progresiva recuperación general que debía evidenciar en los días siguientes al de la operación; complicaciones que se fueron solucionando hasta llegado el 12 de diciembre, en que se le hubo de realizar una nueva intervención quirúrgica, producto de una perforación en uno de los pulmones trasplantados, que probablemente guardó relación con una bacteria que aún no se había podido combatir y que Sandro ya portaba antes de la complicada intervención del doble trasplante cardiopulmonar.
Lo cierto es que a horas de la media tarde del día de esta nueva intervención quirúrgica, el ídolo había vuelto a ingresar en sala de terapia intensiva, con un informe médico de complicada gravedad que anunciaba que el estado del popular cantautor sería crítico. Sus fanes habían organizado, para entonces, numerosas cadenas de oración para rogar por la salud del astro en todo el país.
A mediados de diciembre de 2009, los médicos cardiocirujanos Claudio Burgos y Guillermo Borgman (los doctores de Sandro) le diagnosticaron una neumonía debido al germen hospitalario que tenía, y que sufría pequeños picos de fiebre por la noche, lo que los médicos aseguraron que era algo normal y síntoma de su recuperación, que según dijeron, iba a ser lenta. Días después se recibió la noticia de que el cantante se recuperaba favorablemente sin fiebre, basándose principalmente en la recuperación muscular. Además, comenzaba a ingerir alimentos sólidos. El parte médico aseguró que tenían controlada la bacteria que portaba, y celebró Navidad con su esposa Olga, comiendo alimentos blandos.

## Muerte

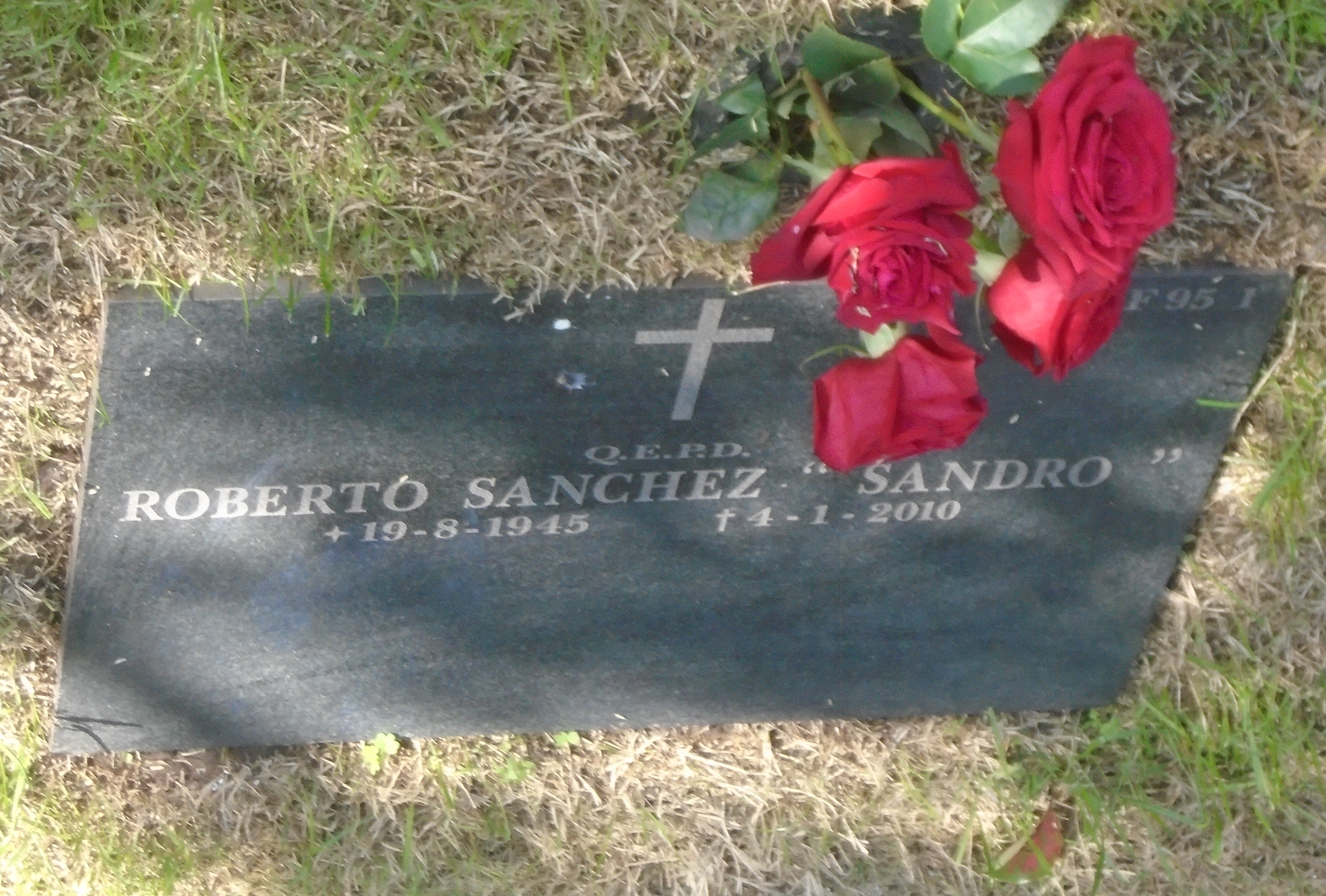
Tumba de Sandro en el Cementerio Gloriam Jardín de Paz (Burzaco, Buenos Aires).

Sandro no pudo superar el progreso de su sepsis generalizada. Falleció en el Hospital Italiano de Mendoza por un shock séptico, que se complicó por una necrosis intestino mesentérica, y una coágulopatia por consumo, según informó Claudio Burgos, jefe del equipo que lo operó. Su deceso se produjo a las 20:40 (hora local) del 4 de enero de 2010. Había afrontado cinco intervenciones luego del trasplante cardiopulmonar (dos de ellas efectuadas el mismo día de su muerte) y había luchado por su vida durante 45 días. Inmediatamente, la noticia repercutió en todos los medios argentinos y en las redes sociales. Los diarios estadounidenses The New York Times y The Washington Post publicaron en tapa de sus ediciones electrónicas del 5 de enero de 2010 la noticia de la muerte del cantante titulando textualmente: «Muere a los 64 años el cantante Sandro, el Elvis argentino». De manera similar lo hizo la BBC.
El 5 de enero, desde la mañana, se formaron por varias cuadras grandes filas de personas que esperaban para darle el último adiós en el Salón de los Pasos Perdidos, en el Congreso de la Nación Argentina, donde tres meses antes habían velado a la cantante Mercedes Sosa. El público, que abarcó desde jóvenes hasta ancianos, le dio el adiós desde las 13:00. Sin embargo, la familia de Roberto decidió no permitir la entrada de la prensa al relevante salón, donde se encontraban los restos a cajón abierto, lo que se prolongó durante toda la madrugada del 6 de enero, mismo día en el que fue inhumado en un cementerio privado de la localidad de Longchamps. Más de 50 mil personas lo despidieron en el Congreso, llegándose a formar más de 13 cuadras de fila. Más de 100 mil personas acompañaron su cortejo fúnebre.

## Vida privada

### Las «nenas» de Sandro
Uno de los fenómenos más notables de la carrera de Sandro fue la permanencia en el tiempo de la fidelidad y la pasión de sus admiradoras, que eran adolescentes a comienzos de los años setenta y que nunca dejaron de seguir a Sandro y, lo que es más notable, nunca dejaron de cumplir con los ritos sensuales que lo hicieron famoso, como el frenetismo y sobre todo, el ofrecimiento de su ropa interior. En la primera década del siglo XXI, esas admiradoras, muchas de ellas ancianas, seguían peregrinando a la casa de su ídolo en Banfield y asistiendo a sus conciertos, con la misma actitud que tenían cuando lo descubrieron de adolescentes.
El siguiente testimonio, sobre una de esas admiradoras, es demostrativo del alcance de este fenómeno, casi sin parangón:

Hace como 15 años, ante la inminente partida hacia el más allá de una de mis tías favoritas, consideré una buena despedida que ella y sus hermanas fueran a ver un recital de Sandro... Al rato se empezaron a apagar las luces y la tía gritaba: «¡Ahí viene el frenético, ahí viene el frenético!»... Era el cantante vestido de negro, con una rosa roja en una mano y un micrófono en la otra. El teatro empezó a temblar. Pensé que era un terremoto. No, eran las «chicas» liberando endorfinas. En las baladas, más o menos contenidas... pero cuando arrancaba con las canciones que tenían ritmo, ninguna se quedaba en su sitio, ni la peluca de la tía que quedó con la raya en la nuca. Y a ella no le molestaba. Al principio intentaba acomodarla, después dejé que disfrutara. Después de un par de horas nos retiramos. La sonrisa de la tía me animó, le conseguí una foto con la firma del cantante... Al regreso colocó la foto en una especie de altar y le encendió una vela. Pasado más o menos un mes, entró al quirófano a operarse con la foto de Sandro en una mano. Según ella, la fuerza del Gitano la iba a salvar. Yo creo que fueron sus ganas de vivir.

## Legado

### Homenajes

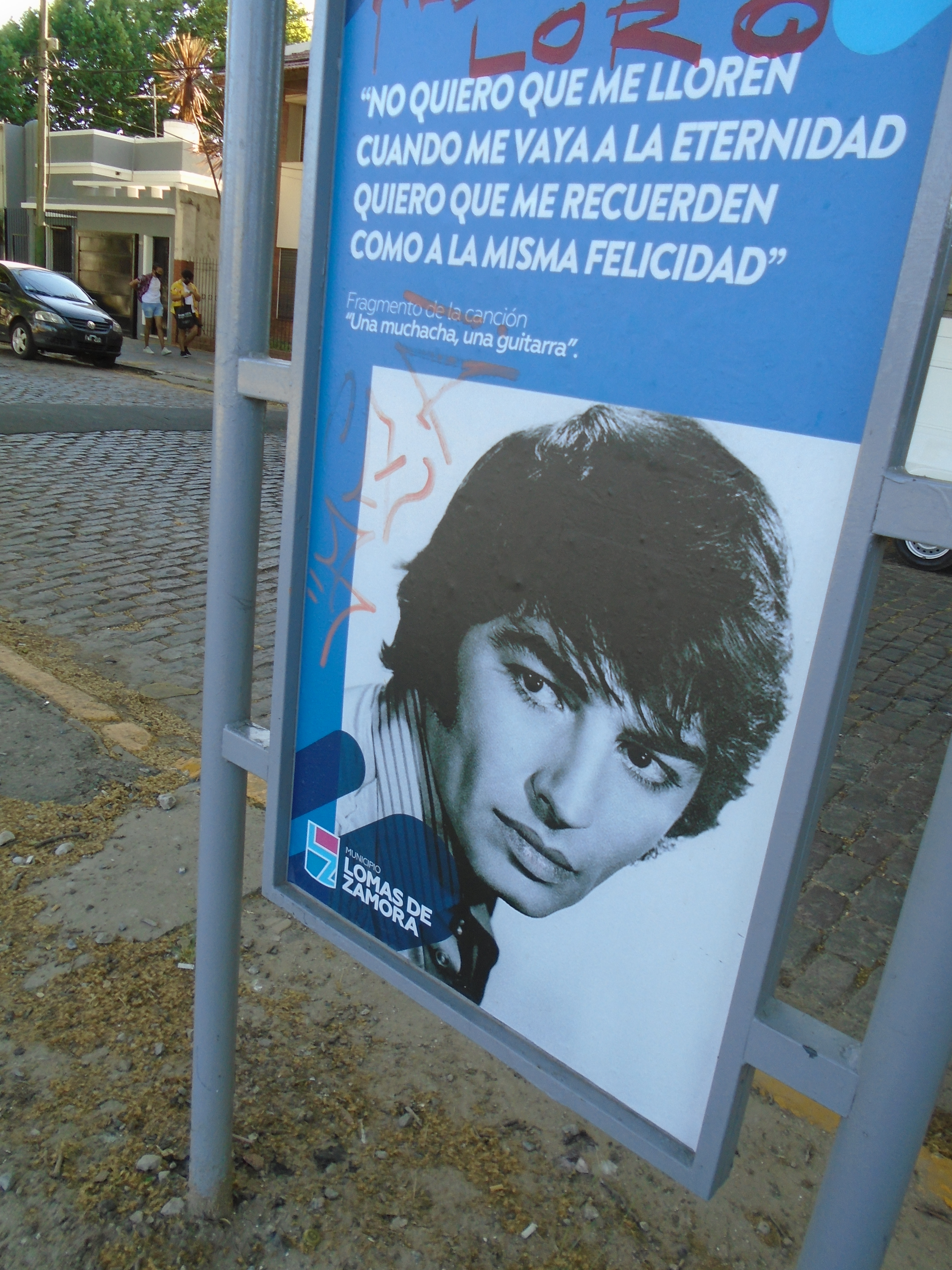
Placa en homenaje a Sandro, en la plaza Roberto Sánchez (Banfield), a pocas cuadras de la mansión donde el cantante vivió sus últimas décadas.

Desde fines de los años ochenta, con el surgimiento del rock latino, algunos roqueros argentinos comenzaron a revalorizar la obra de Sandro, su masividad popular sobre todo entre las jóvenes de los sectores más humildes.
En 1990 condujo un programa musical por el Canal 13 de Buenos Aires, titulado Querido Sandro, junto a su amigo José Ángel Trelles, que ganó ese año el Premio Martín Fierro al mejor programa musical de televisión.
Durante la década de los 90, en una suerte de reconciliación con el rock de su propio país, artistas argentinos y de Latinoamérica le rindieron tributo lanzando un CD en homenaje al «padre del rock en español». Ese mismo año, Charly García y Pedro Aznar lo invitaron a cantar en su álbum Tango 4, donde interpretó un clásico de los orígenes del rock rioplatense, «Rompan todo», de la banda uruguaya Los Shakers.
En 1993 regresó a los escenarios con un recital llamado Treinta años de magia realizado en el teatro Gran Rex de Buenos Aires. La afluencia de público lo llevó a realizar 18 presentaciones, superando el récord de 13 actuaciones para ese tradicional teatro que tenía la banda Soda Stereo, y reuniendo a 60 000 personas. Ese mismo año, la telenovela venezolana El destino, fue presentada con una versión de Sandro y Olga Guillot del bolero «Arráncame la vida», de Chico Novarro, convirtiéndose en un éxito. A fin de año recibió el Premio ACE de Oro de la Asociación de Cronistas del Espectáculo.
En 1996, en medio de rumores sobre su salud, estrenó en Rosario —ciudad a la que denominaba «su novia»— el recital Historia viva, que intencionalmente comenzaba con «Como la cigarra» de María Elena Walsh, con el fin de destacar el mensaje de la canción: «Tantas veces me mataron, tantas veces me morí, sin embargo estoy aquí, resucitando...». El espectáculo dio origen al álbum Historia viva, y en una presentación televisa canta junto a su amigo Raúl Porchetto Bailando en la vereda.
En 1998 presentó un nuevo espectáculo, «Gracias... 35 años de amores y pasiones», que incluía un homenaje al cantor de tangos Alberto Morán, cantando el tango «Pasional», y a Miguel de Molina, cantando «Te lo juro yo». Simultáneamente, le rindieron un homenaje grupos y cantantes de rock, entre ellos, Bersuit Vergarabat, León Gieco, Molotov, Attaque 77, Los Fabulosos Cadillacs, Divididos, Aterciopelados, entre otros, en el CD que se tituló: Tributo a Sandro, un disco de rock.
En 1999, y por su destacada trayectoria musical, le fue otorgado el Premio Carlos Gardel de Oro, en la primera edición del premio.

En 2001 el humorista y músico Alfredo Casero interpreta la canción Como te dire, en su álbum Casaerius, Alfredo siempre ha mostrado y hecho pública su admiración ante Sandro, parodiando una de sus clásicas películas en 1994 en el programa Cha Cha Cha, titulada en este caso Me quedé ciego.

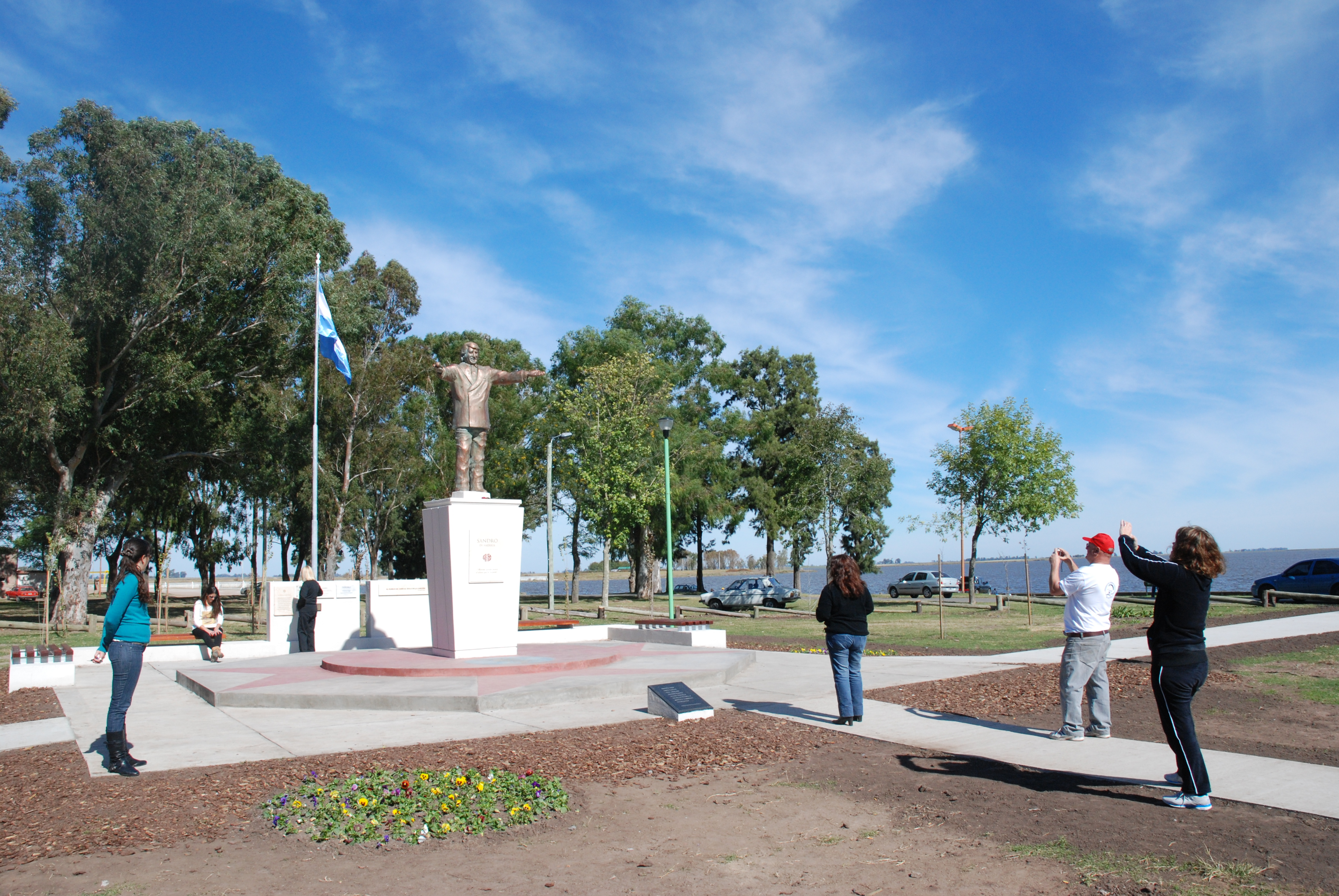
Monumento a Sandro en el parque natural Laguna de Gómez, en Junín.

En 2004 el reconocido baladista dominicano Dhario Primero lanzó el álbum De: Dharío Primero Al: legendario Sandro de América... Tributo, con 14 temas y un popurrí de más de 10 canciones. Dharío ha dicho ser su sueño hecho realidad y que ya podría morir tranquilo, porque ha hecho este homenaje en vida a quien admira y respeta como su ídolo, Sandro.
En noviembre de 2005, consiguió el Premio Konex de Platino al mejor solista masculino de pop/balada de la década, ex aequo con Diego Torres y, en Los Ángeles, le hicieron un homenaje y le otorgaron el Premio Grammy Latino por su excelencia musical como cantautor y actor y por su trayectoria artística.
Con más de 60 años, y pese a algunos inconvenientes de salud, el ídolo mantenía a sus fieles seguidoras, que no dudaban en montar guardia en su casa en Banfield durante su cumpleaños o cuando anunciaba su regreso con presentaciones en vivo. Y por supuesto, seguían arrojándole ropa interior. Incluso realizó conciertos ayudado por un respirador, hasta que su enfermedad no le permitió salir más a los escenarios: su última actuación en un escenario fue en octubre de 2006, en el Teatro Gran Rex de Buenos Aires.
En 2007 trabajó con Ricardo Arjona en el nuevo disco de este: Quién dijo ayer, en la canción Realmente no estoy tan solo, que canta con el mismo Arjona.
En 2009 el baladista venezolano «El Puma» José Luis Rodríguez decidió celebrar sus 40 años en la música grabando un disco homenaje a Sandro, el cual incluye nueve de las canciones más reconocidas del artista argentino, así como una inédita, titulada Gitano. Incluye clásicos como «Rosa, Rosa» y el tema «Mi amigo el Puma». Así como también el baladista argentino-venezolano Ricardo Montaner, como Sandro, oriundo de Valentín Alsina, grabó un álbum de «las mejores canciones del mundo» y en tributo a él cantó «Penumbras», ya que Sandro era el ídolo de su abuelo y su abuela, y siempre llevaban uno de sus discos y la guitarra debajo del brazo. Sandro es, al decir de Montaner, su ídolo.
En 2010, numerosos homenajes se han realizado hacia la figura del gran ídolo de América, colocándose placas en el teatro Gran Rex (la sala más grande de Buenos Aires), donde presentaba sus espectáculos los últimos años, las autoridades han bautizado plazas con su nombre y se han levantado monumentos en diferentes ciudades de la Argentina.
En 2011, el Festival de Viña del Mar le rindió un homenaje a quien hizo delirar al público chileno y de toda América; esa noche estuvo la viuda del «Gitano» para presenciar el evento. Además el gobierno de la ciudad de Buenos Aires ha realizado un mural a metros del Obelisco porteño en conmemoración de ser uno de los primeros roqueros argentinos.
El 21 de junio de 2012 fue inaugurado en Junín un monumento dedicado a Sandro en el parque natural Laguna de Gómez. En la obra destaca una estatua del cantante, cuyos autores fueron los artistas Marta y Pablo Ibarra. En el acto de inauguración participó la viuda de Sandro, Olga Garaventa. El homenaje en esta ciudad se debe a que Sandro consideraba a Junín como su "primer amor", tras el show que realizó allí en 1970 ante más de 35.000 espectadores.
En 2015 la Fundación Konex le otorgó el Premio Konex post mortem por su trayectoria.

## Discografía y grabaciones
- Presentando a Sandro (1964) editado en 1998. Contiene los simples editados previamente a su primer álbum
- Sandro y Los de Fuego (1965)
- Al calor de Sandro y Los de Fuego (1966)
- El sorprendente mundo de Sandro (1966)
- Alma y fuego (1966)
- Beat Latino (1967)
- Quiero llenarme de ti (1968)
- Una muchacha y una guitarra (1968)
- La magia de Sandro (1968)
- Sandro de América (1969)
- Sandro (1969)
- Sandro (temas de su película Muchacho) (1970)
- Sandro en New York (1970)
- Sandro espectacular (1971)
- Te espero... (1972)
- Sandro después de diez años (1973)
- Sandro... Siempre Sandro (1974)
- Tú me enloqueces (1975)
- Live in Puerto rico (1975)
- Sandro (1976)
- Sandro... Un ídolo (1977)
- Sandro Brasil (1978)
- Querer como Dios manda (1978)
- Sandro (1979)
- Sandro (1981)
- Fue sin querer (1982)
- Vengo a ocupar mi lugar (1984)
- Sandro (1986)
- Sandro del 88 (1988)
- Volviendo a casa (1990)
- Con gusto a mujer (1992)
- Clásico (1994)
- Historia viva (1996)
- El seductor; participación especial en Lo que me costó el amor de Laura, Opereta de Alejandro Dolina (1998)
- Para mamá (2001)
- Para mamá - Edición especial (2002)
- Mi vida, mi música (2003)
- Amor gitano (2004)
- Sandro en vivo, edición remasterizada de Historia viva por Warner Music Group (2005)
- Secretamente palabras de amor (2006)
- Sandro dúos (2018)
- Tengo una historia así (2021)

## Filmografía

### Cine
1. 1965: Convención de vagabundos
2. 1967: Tacuara y Chamorro, pichones de hombres
3. 1969: Quiero llenarme de ti
4. 1969: La vida continúa
5. 1970: Gitano
6. 1970: Muchacho
7. 1971: Siempre te amaré
8. 1971: Embrujo de amor
9. 1972: Destino de un capricho
10. 1973: El deseo de vivir
11. 1974: Operación rosa rosa
12. 1976: Tú me enloqueces
13. 1980: Subí que te llevo
14. 1993: Muchas gracias maestro (inédita)
15. El Corazón y la Rosa (documental sobre Sandro de Serge Baldesperre)

Banda musical
- ¡Arriba juventud! dir. Leo Fleider (1971)

### Televisión
- De su misma sangre: telenovela realizada en 1982 por RCTV, aparece como actor-cantante invitado especial. Su balada «Como yo te amo» era el tema principal de la misma.
- Fue sin querer: telenovela realizada en 1982 por Telemundo, producida por Ángel del Cerro aparece como protagonista principal y cantante junto a Gladys Rodríguez, Dhario Primero y Gilda Haddock. Su balada «Fue sin querer» era el tema principal.
- Sandro de América: serie biográfica de 2018 dirigida por Israel Adrián Caetano y producida por Telefe donde se retratan las distintas etapas de su vida. La serie estuvo protagonizada por Agustín Sullivan, Marco Antonio Caponi y Antonio Grimau, quienes interpretan a Sandro en diferentes momentos de vida.

## Premios y nominaciones

### Premios Carlos Gardel
| Año  | Categoría                                | Trabajo                       | Resultado | Ref.   |
| ---- | ---------------------------------------- | ----------------------------- | --------- | ------ |
| 1999 | Gardel de oro                            | Gardel de oro                 | Ganador   | [ 70 ] |
| 2002 | Mejor artista/grupo adulto contemporáneo | Para mamá                     | Nominado  | [ 71 ] |
| 2005 | Mejor álbum artista romántico/melódico   | Amor gitano                   | Ganador   | [ 72 ] |
| 2007 | Mejor álbum artista romántico/melódico   | Secretamente palabras de amor | Ganador   | [ 73 ] |

### Premios Grammy Latinos
| Año  | Categoría               | Trabajo                 | Resultado | Ref.   |
| ---- | ----------------------- | ----------------------- | --------- | ------ |
| 2005 | A la excelencia musical | A la excelencia musical | Ganador   | [ 74 ] |

### Premios Martin Fierro
| Año  | Categoría              | Trabajo        | Resultado | Ref. |
| ---- | ---------------------- | -------------- | --------- | ---- |
| 1999 | Mejor programa musical | Querido Sandro | Ganador   |      |